# Martin Bieber
Martin Bieber (10 de novembro de 1900 - 19 de outubro de 1974) foi um oficial alemão que serviu durante a Segunda Guerra Mundial. Foi condecorado com a Cruz de Cavaleiro da Cruz de Ferro.

## Condecorações
| Cruz de Ferro 2ª Classe                         |
| Cruz de Ferro 1ª Classe                         |
| Folhas de Carvalho nº 566 2 de setembro de 1944 |